# Harry Leask
Harry D. Leask (* 16. Oktober 1995 in Edinburgh) ist ein britischer Ruderer.

## Biografie
Harry Leask trat 2012 dem Leander Club bei und nahm an drei U23-Weltmeisterschaften teil. 2018 wurde er für die Nationalmannschaft nominiert und konnte bei den Europameisterschaften 2018 in Glasgow im Doppelzweier mit Jack Beaumont die Bronzemedaille gewinnen.
Bei den Olympischen Spielen 2020, die pandemiebedingt ein Jahr später ausgetragen wurden, gewann er zusammen mit Angus Groom, Thomas Barras und Jack Beaumont Silber in der Doppelvierer-Regatta. Im Jahr darauf belegte der neu zusammengesetzte Doppelvierer mit Harry Leask, George Bourne, Matthew Haywood und Thomas Barras den vierten Platz bei den Europameisterschaften 2022. Einen Monat später gewannen die Crew bei den Weltmeisterschaften in Račice u Štětí die Silbermedaille hinter dem polnischen Doppelvierer.